# Yoani Sánchez
Pour les articles homonymes, voir Sánchez.

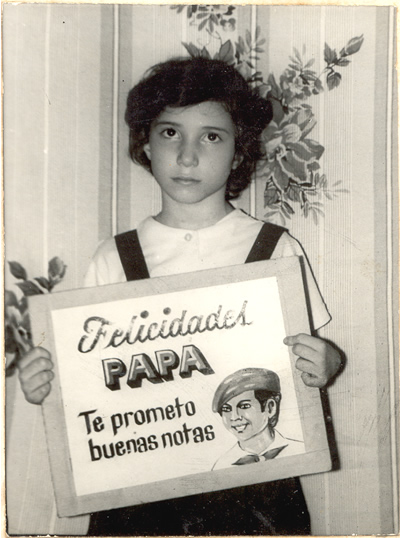
Yoani Sánchez enfant en 1982.

Yoani María Sánchez Cordero, née le 4 septembre 1975 à La Havane, est une philologue et journaliste cubaine. Elle a reçu plusieurs prix internationaux pour ses chroniques de la vie quotidienne à Cuba. 

## Biographie
Elle émigre en Suisse en 2002 mais revient à Cuba en 2004 pour des motifs familiaux, comme elle l'atteste dans son blog Generación Y,.
Auteure depuis avril 2007 de Generación Y, qui raconte les défis de tous les jours rencontrés par ses concitoyens et critique notamment le gouvernement cubain, elle est récompensée le 4 avril 2008 par le prix Ortega y Gasset, décerné annuellement par le quotidien espagnol El País, dans la catégorie « journalisme électronique », qui récompense la défense de la liberté d'expression. Yoani Sánchez devait se rendre à la cérémonie de remise des prix, le 7 mai à Madrid, mais les autorités cubaines ont refusé de lui accorder un visa le lui permettant. En 2008, elle est l'une des 100 personnes les plus influentes au monde selon le Time.
Le 6 novembre 2009, Yoani Sánchez déclare à CNN avoir été arrêtée en pleine rue de La Havane par trois policiers alors qu'elle se rendait à une manifestation pour la paix avec deux autres bloggers Claudia Cadelo et Orlando Luis Pardo Lazo. Elle évoque « 25 minutes de terreur » durant lesquelles elle aurait été frappée à la tête, aux jambes et aux fesses et plaquée contre le siège de la voiture. Oswaldo Payá Sardiñas du Mouvement chrétien Libération lui a apporté son soutien. Le gouvernement des États-Unis appelle « le gouvernement de Cuba à assurer la protection des droits de l'homme et des libertés fondamentales de tous ses citoyens » et l'ONG Human Rights Watch condamne « les attaques contre ceux qui exercent pacifiquement leurs droits fondamentaux à la liberté d'expression ». 
Elle tient son blog depuis La Havane ; l'accès en est bloqué à Cuba depuis 2008, un an après l'ouverture officielle. 
Elle travaille pour El Pais et La Stampa. Le 1er avril 2009, la blogueuse a pu se présenter à Miami afin de recevoir le prix Presidential Medal du Miami Dade College (MDC), mais le groupe Vigilia Mambisa de l'ultra-droite cubaine de cet État manifeste contre elle, estimant qu'« elle ne représente pas le peuple cubain » et que ses demandes sont similaires à celles du gouvernement communiste, notamment la fin de l'embargo.
Elle a été arrêtée le 5 octobre 2012 à Bayamo alors qu'elle se rendait au procès de l'homme politique espagnol Angel Carromero qui conduisait la voiture dans laquelle Oswaldo Paya est mort.
En mai 2014 Yoani Sánchez crée 14ymedio, le remier journal numérique indépendant écrit et publié à Cuba. Le régime cubain bloque le site, inaccessible à Cuba.

## Prix et distinctions
- 2008 - Prix Ortega y Gasset de journalisme
- 2008 - "100 Most Influential People in the World” - Time
- 2008 - "100 hispanoamericanos más notables" - El País
- 2008 - "10 personajes del 2008" - Gatopardo[14]
- 2008 - 10 Most Influential Latin American Intellectuals of the year - Foreign Policy
- 2009 - 25 Best Blogs of 2009 - Time
- 2009 - Young Global Leader Honoree - World Economic Forum
- 2009 - Prix Maria Moors Cabot - Columbia University Prize
- 2012 - 10 intellectuels les plus influents ibéro-américains» de l'année - le magazine Foreign Policy[15]